# New City (Nowy Jork)
New City – jednostka osadnicza w Stanach Zjednoczonych, w stanie Nowy Jork, w hrabstwie Rockland.